# Gourara

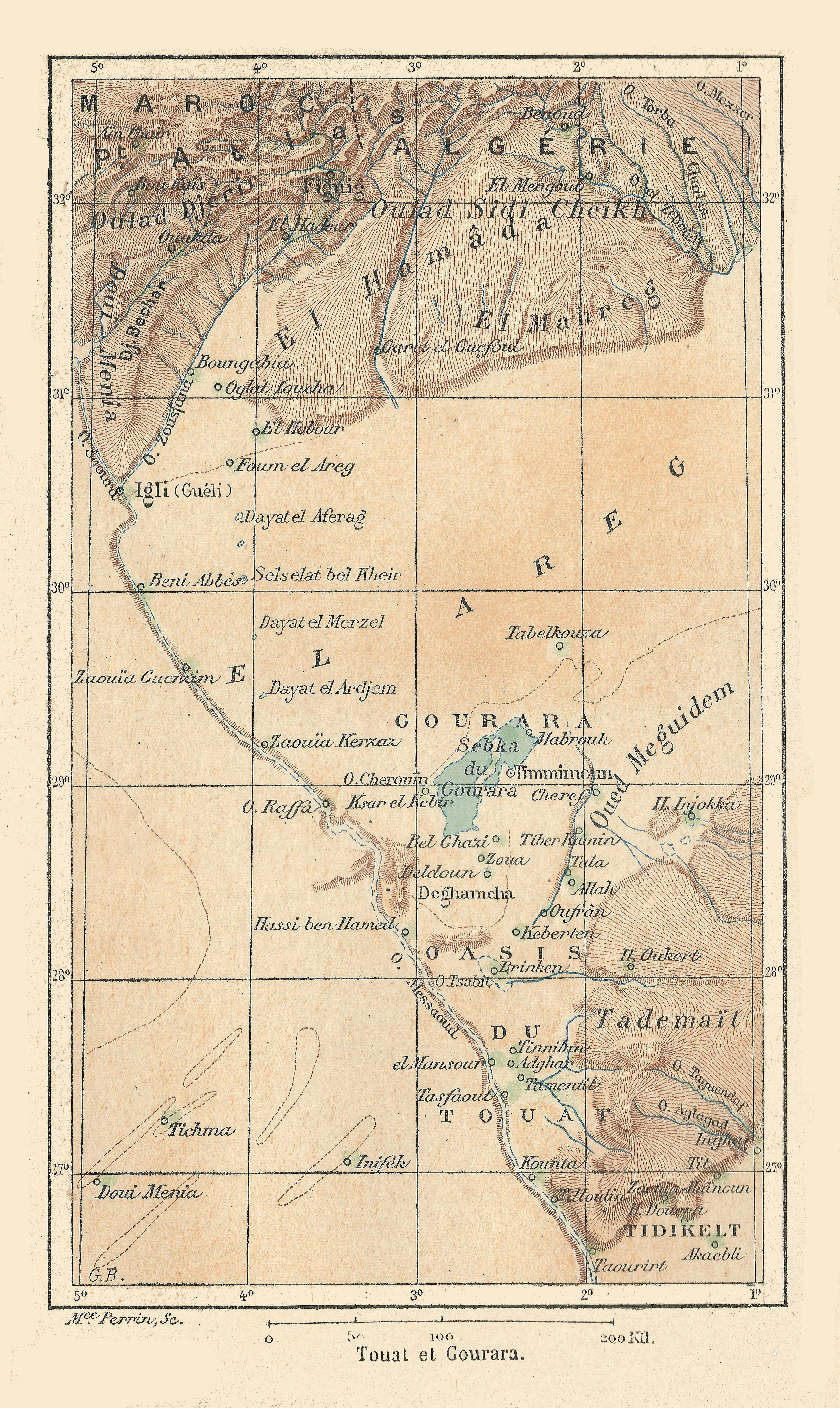
Mapa de la región de Gourara - Franz Schrader

Gourara es una región de Argelia formado a partir de un conjunto de oasis. Rodeada por el Gran Erg Occidental (al norte), Tuat y la Saoura (al oeste) y la meseta de Tadmait (meridional y oriental) - inmensa planicie pedregosa que la separa de Tidikelt (hacia el sur - región Aïn Salah). Al igual que Touat (Adrar) y Tidikelt (Aïn Salah), esta región utiliza el sistema de riego de las foggaras (absorción de agua sistema de infiltración).
Su capital es Timimoun.
En el oasis, el bereber zenata todavía es utilizado por sus habitantes.

## Ciudades y localidades
- Timimoun, Aougrout, Ajdir, Tinerkouk, Ouled Saïd, Charouine, M'guiden etc.